# 里弗代爾 (加利福尼亞州)
里弗代爾（英語：Riverdale）是位於美國加利福尼亞州弗雷斯諾縣的一個人口普查指定地區。

## 地理
里弗代爾的座標為36°25′52″N 119°51′34″W / 36.43111°N 119.85944°W，而該地最高點為海拔高度68米（即223英尺）。

## 人口
根據2010年美國人口普查的數據，里弗代爾的面積為10.166平方千米，當中陸地面積為10.166平方千米，而水域面積為0.000平方千米。當地共有人口3153人，而人口密度為每平方千米310人。